# Α-淀粉酶

α-淀粉酶是一种内切葡萄糖苷酶，属于淀粉酶。

## 理化性质
- 米黄色、灰褐色粉末。能水解淀粉中的α-1,4-葡萄糖苷键。能将淀粉切断成长短不一的短链糊精和少量的低分子糖类，从而使淀粉糊的黏度迅速下降，即起到降低稠度和“液化”的作用，所以此类淀粉酶又称为液化酶。作用温度范围60～90℃，最适宜作用温度为60～70℃，作用pH值范围5.5～7.0。人体唾液中的淀粉酶最适pH值为6.9，最适温度为37度[1]。Ca2+具有一定的激活、提高淀粉酶活力的能力，并且对其稳定性的提高也有一定效果。化学式为：[2]C2527H3768O761N698S21CaCl[3]

## 催化反应
- 催化水解α-1,4-糖苷键
- 只能催化水解直链淀粉，生成α-麦芽糖和少量葡萄糖。

## 存在
- 主要存在于人的唾液和胰脏中
- 也存在于麦芽、蟑螂涎腺、芽胞杆菌、枯草杆菌、黑曲霉和米曲霉中。